# Владислав Козакевич
Владѝслав Козакѐвич (на полски: Władysław Kozakiewicz) е полски състезател по овчарски скок, олимпийски шампион от летните олимпийски игри през 1980 година, рекордьор на Полша и Германия.

Роден е в Солежники (дн. Шалчининкай, Šalčininkai, близо до Вилнюс), Литовска ССР, СССР на 8 декември 1953 г. Поставя 3 пъти световни рекорди, европейски рекордьор на закрито за 1977 и 1979 година и олимпийски шампион от игрите в Москва, 1980 г.
Козакевич използва фибростъкло за пръта си, което му позволява да достигне максимална скорост още на половината на разгона си.
На финалите на олимпийските игри в Москва, се състезава с друг поляк, олимпийски шампион от 1976 година и с Константин Волков от СССР. Като резултат от съветската публика, поддържаща Волков и освиркваща Козакевич, след победата си Козакевич отвръща със знаменития „жест на Козакевич“. Спечелвайки олимпийското злато, Козакевич постига и нов световен рекорд: 5,78 м.
Фотографии с жеста на Козакевич обикалят земното кълбо, с изключение на Съветския съюз и страните от Източна Европа, въпреки че и в тях игрите са предавани на живо и голяма част от населението успява да го види. Реакцията към жеста варира, но в Полша единодушно го подкрепят, тъй като работниците стачкуват, което довежда до създаването на „Солидарност“.
След края на игрите съветският посланик в Полша Борис Аристов настоява Козакевич да бъде лишен от медала, но без успех. Полските власти обявяват, че ръката на Козакевич неволно се прегънала поради мускулен спазъм. Козакевич е обявен за най-добър полски спортист през 1980 г.
През 1985 г. емигрира в Западна Германия, където продължава да спортува, става член на националния отбор, живее в гр. Елце, Долна Саксония. След края на спортната си кариера се занимава с треньорска дейност. През 1998 – 2002 г. става депутат в градския съвет в Гдиня, кандидатства също неуспешно за Полския парламент.